# Efekty cząsteczkowe

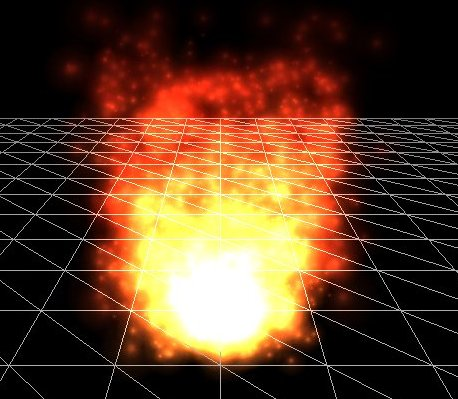
Płomień symulowany przez system cząsteczkowy

Efekty cząsteczkowe - symulacje złożonych zjawisk (takich jak opady śniegu, czy deszczu, dym, pył, płomień), w których podstawowym obiektem jest duża grupa wirtualnych cząsteczek, traktowanych jak obiekty punktowe. Cząsteczki mają zwykle ograniczony czas istnienia, podlegają interakcji z otoczeniem, tj. odbijają się od przeszkód, ulegają również wpływom sił zewnętrznych (np. grawitacji, czy sile wiatru).

Wodospad

W zależności od pożądanego efektu są reprezentowane na obrazie przez niewielkie obiekty - pojedyncze piksele, kreski, sprity itp.; ich wygląd i kolor może zależeć także od aktualnej prędkości, odległości od obserwatora i innych parametrów symulacji, np. czasu życia.